# Ulster Football Club
El Ulster Football Club fue un club de fútbol de Irlanda del Norte, con sede en Belfast.

## Historia
Fue fundado en el año 1877 en el distrito de Ballynafeigh de la capital Belfast originalmente como un equipo de rugby por miembros del Club de Críquet de Ulster, pero que poco tiempo después pasó a ser un equipo de fútbol. En 1890 fueron uno de los equipos fundadores de la Irish Football League.
El 24 de octubre de 1878 enfrentaron al Queen's Park FC de Escocia en el que es reconocido como el primer partido de fútbol oficial que se jugó en Irlanda, aunque fue hasta 1882 que se da oficialmente el cambio a equipo de fútbol, llegando a la final de la Copa de Irlanda del Norte en tres ocasiones consecutivas, logrando el título de 1887 donde venció en la final al Cliftonville FC 3-0.
En las dos primeras temporadas de la IFA Premier League fueron segundo lugar, donde jugaron seis temporadas no consecutivas de la liga, jugando su última temporada en 1903 cuando descendió, aunque en algunas ocasiones también participaban en la liga nacional de rugby, desapareciendo del fútbol en 1930 para dedicarse exclusivamente al rugby.

## Palmarés

### Torneos nacionales
- Copa de Irlanda del Norte (1): 1886-87